# La infanta Margarita
La infanta Margarita es un cuadro pintado al óleo sobre lienzo por Velázquez entre 1653 y 1654 y se conserva en el Kunsthistorisches Museum de Viena (Austria).

## Historia del cuadro
Este es el primer cuadro de los cinco que Velázquez realizó a la infanta Margarita Teresa de Austria aunque en un principio se consideró que el personaje retratado era su medio hermana la infanta María Teresa de Austria.
Este cuadro fue regalado por Felipe IV a la corte vienesa para que su prometido Leopoldo I de Habsburgo conociera el aspecto de la infanta.
Otra versión con variantes, donde la infanta parece algo mayor y luce más largo el cabello, se conserva en el Palacio de Liria de Madrid (Colección Casa de Alba). Tradicionalmente se suponía obra auténtica de Velázquez, pero ahora se piensa que fue pintada por un ayudante.

## Descripción del cuadro
El cuadro representa a la infanta con dos o tres años de edad, de pie y con su mano derecha apoyada sobre una mesita en la que destaca un búcaro de cristal que contiene rosas, lirios y margaritas. La mano izquierda de la infanta sostiene un abanico cerrado.